# Ippotione (Iliade)
Ippotione (in greco antico Ἰπποτίων) è un personaggio della mitologia greca, fu un guerriero troiano .

## Mitologia
Ippotione fu ucciso da Merione nell'azione bellica descritta nel libro XIV dell'Iliade relativo all'Inganno a Zeus.
()